# غناوة العلم
أغنية العلم أو غناوة العلم كما هو دارج عند الليبين هو فن شعبي تشتهر به ليبيا وبالأخص في الجبل الأخضر ببرقة، وايضا له تواجد في مطروح، وتمتاز أغنية العلم بتكوينها ذي البيت الواحد، وتؤدى الاغنية بصوت مرتفع نسبيا وبنبرة مائلة إلى الحزن، كما يبدأ المؤدي (الغناي) بشطرة البيت الأخيرة حيث يكررها عدة مرات ثم الشطرة الأولى مكررا إياها عددا من المرات إلى ان يقوم بوصل البيت كاملا، مما يؤدي إلى اكتمال المعنى ووضوحه، وتمتاز أغنية العلم بالبلاغة والاختصار والتعبير عن معان كبيرة في عدد قليل جدا من الكلمات

## مواضيع غناوة العلم
تتعدد أغراض غناوة العلم ولكن هناك عدة مواضيع رئيسية غالبا ما يتبارى فيها الشعراء ومن امثلة هذه المواضيع
- الدار - ويقصد بها دار الحبيب
- النار - ويقصد بها المعاناة التي يتكبدها المحب
- الأوهام - تعبر عن الاطلال
- المرهون - ويقصد به الحبيب الذي ارتهن عند شخص اخر برباط الزواج
- العزيز - الحبيب
- الياس - سوء الحظ واليأس
- الجظر - ربما عبر عن الاشتياق
- الجرح - كناية عن الالم النفسي الذي يعانيه المحب
- الخطا - التصرف الذي لا يرتجى من الحبيب
- الموح - بعد المسافة
- البكا- تعبير عن الحزن
- القدر - المعاملة الحسنة والاحترام
- الخاطر - قد يقصد به العقل
- الدمع - للتعبير عن الحزن
- العنا - التعب وبذل المجهود
- الغني - الذي اغتنى بغيره
- العيب - قد يكون مرادفا للخطا وهو سوء تصرف الحبيب
- الأولاف - الحبيب
- الصبر
- الصوب - الحب
- الغلا - الحب
- العين - يكنى بها دائما عن العاطفة وغالبا ما تكون في صراع مع العقل
- اللوم
- العقل
- النوع - هو البكاء وهي تحريف لكلمة النوح في الفصحى
- السريب - تطاول الامر

## أمثلة عن غناوة العلم
ناري علي الأولاف إن كان نارهم كيف نارنا
العين هدبها مبروم علي عزيز يا ماي باكية
مكتوب يا العين عليك اتديري عزيز يفارقك
تهايولها واسمرت العين وين ما لاج نومها
تقول ع الغطا مكتوب يخطر عزيز ساعة نومها